# پالاکاد
پالاکاد (به انگلیسی: Palakkad) یک منطقهٔ مسکونی در هند است که در بخش پالاکاد واقع شده‌است. پالاکاد ۱۳۰٬۹۵۵ نفر جمعیت دارد.